# Tobermory (Ontario)
Tobermory (/ˌtoʊbərˈmɔːri/ ; du gaélique écossais : Tobar Mhoire) est une commune située à l'extrémité nord de la péninsule de Bruce. Elle est située à 300 kilomètres (190 milles) au nord-ouest de Toronto. La ville la plus proche est Owen Sound, 100 kilomètres (62 milles) plus au sud, à laquelle conduit la Route N° 6. Le village doit son nom à ses conditions portuaires, similaires à celles de Tobermory en Écosse, chef lieu de l'île de Mull, dans les Hébrides intérieures écossaises.